# Stary Bukowiec
Stary Bukowiec (kaszb. Stôrë Bùkòwc) – wieś pogranicza kaszubsko-kociewskiego w Polsce, położona w województwie pomorskim, w powiecie kościerskim, w gminie Stara Kiszewa, nad Wierzycą i na północnym skraju kompleksu leśnego Borów Tucholskich.
W latach 1975–1998 wieś administracyjnie należała do województwa gdańskiego.
W obszar wsi wchodzi:
| SIMC    | Nazwa   | Rodzaj |
| ------- | ------- | ------ |
| 0173172 | Łasinek | osada  |

## Historia
Bukowiec w wieku XIX opisano jako Stary, Nowy i Szlachecki, wsie i dobra salacheckie w powiecie kościerakim, parafii Stara Kiszewa, najbliższa stacja pocztowa w Neu-Palleschken (Nowe Polaszki) gdzie również była szkoła. Dobra posiadały 897 hektarów rozległości, a także młyn i cegielnię. Od ponad 200 lat w rękach rodziny szlacheckiej biorącej nazwisko od wsi Czarlin na Kociewiu - Czarlińskich.

## Zabytki
Według rejestru zabytków NID na listę zabytków wpisany jest dwór, 1682, 2 poł. XIX, nr rej.: 842 z 23.07.1981. Późnobarokowy, kryty dachem naczółkowym.